# 波赫丹尼夫卡 (新米科拉伊夫卡市鎮)
48°1′55″N 35°49′25″E / 48.03194°N 35.82361°E
波赫丹尼夫卡（烏克蘭語：Богданівка）是位於烏克蘭東南部的村莊，由扎波羅熱州扎波羅熱区的新米科拉伊夫卡市鎮負責管轄。該村距離卡什塔尼夫卡1.5公里，始建於1921年，面積5.2平方公里，海拔高度151米，2001年人口122。